# Чорний фронт
Бойова ліга революційних націонал-соціалістів (нім. Kampfgemeinschaft Revolutionärer Nationalsozialisten, KGRNS) —
більш відома як Чорний Фронт (нім. Schwarze Front) — політична група, утворена Отто Штрассером після його виключення з нацистської партії (NSDAP) у 1930 році.
Штрассер вважав, що оригінальний антикапіталістичний характер NSDAP зрадив Адольфа Гітлера. Чорний фронт складався з колишніх радикальних членів НСДАП, які мали намір викликати розкол головної партії. Організація Штрассера видавала газету, The German Revolution. Символи Чорного фронту є схрещений молот та меч, який досі використовується кількома штрассеристськими угрупованнями.
Організація не змогла ефективно протидіяти НСДАП, і прихід до влади Гітлера виявився остаточним фактором. В роки Третього рейху Штрассер провів у вигнанні спочатку в Чехословаччині, а згодом у Канаді. Саме соціально-фашистське крило НСДАП було ліквідовано в 1934 році під час Ночі довгих ножів, в якій загинув Грегор Штрассер, старший брат Отто.